# スポーツ アナザーストーリー
スポーツ アナザーストーリーは、1995年4月3日から2018年8月24日までニッポン放送が制作していたスポーツドキュメンタリー番組である。

## 概要
1995年4月3日にスタート。様々な競技のアスリートについて、普段余り見せない部分を掘り下げたドキュメンタリーコーナーである。ミニ番組と同じ放送尺のため、NRN系列各局が放送している、朝の情報番組に内包している放送局が多かった。
番組スポンサードが開始当初、トヨタ自動車一社提供だったため『トヨタ スポーツ人間模様』（トヨタ スポーツにんげんもよう）としていたが、2009年3月をもってトヨタ自動車がスポンサーを降板。この影響で、番組タイトルは各局でそれぞれ違うものに代わり、番組提供無しで放送していた。
ニッポン放送においては、『上柳昌彦のお早うGoodDay!』放送期間中の2009年4月6日以降は、提供スポンサーが同業他社である「ヤナセ」に変更されたため、『ヤナセ Sports Good Story』（ヤナセ スポーツ・グッドストーリー）として、改題していた。その後、2010年6月末から、内包している朝の情報番組が『高嶋ひでたけのあさラジ!』になってから、再び、番組タイトルを『スポーツ人間模様』に戻した。

## シリーズの終焉
2018年4月2日から内包している番組が『飯田浩司のOK! Cozy up!』が開始した事で、企画名を『スポーツ アナザーストーリー』に改題して、放送時間も1時間前倒しされた。しかし、2018年8月24日放送分にて、当該コーナーの終了を告知。『トヨタ スポーツ人間模様』時代から換算したシリーズは23年5か月の放送に幕を降ろした。
ニッポン放送の公式Webサイト以外でも、プロ野球に関するドキュメンタリーについては、同局が放送している『ニッポン放送ショウアップナイター』の番組Webサイトのコンテンツ提供をしている、BASEBALL KINGのWebサイトにて、当該番組の文字起こし分がアップしており、ラジオ番組内のコーナー終了以後もWeb記事の配信は継続している。

## シリーズの変遷
- トヨタ スポーツ人間模様 - 1995年4月～2009年3月
- ヤナセ Sports Good Story - 2009年4月～2010年4月
- Sports Good Story - 2010年4月～2010年6月
- スポーツ人間模様 - 2010年6月～2018年3月
- スポーツ アナザーストーリー - 2018年4月～2018年8月

## 放送局

### 過去
2009年3月迄はNRN系列局での企画ネット番組だったが、ニッポン放送ローカルの企画コーナーに格下げされたため『飯田浩司のOK! Cozy up!』では、ドキュメンタリー朗読の比率が激減し、『ニッポン放送ショウアップナイター』の見所紹介や当該企画を潰してニュースレポートを放送する事となった。
- 平日 6:25 - 6:30（ニッポン放送）[注 2][注 3] - 1995年4月3日 - 2018年8月24日

### ネット局
| 放送対象地域 | 放送局       | 放送時間    | 備考                                                                                             |
| ------------ | ------------ | ----------- | ------------------------------------------------------------------------------------------------ |
| 北海道       | STVラジオ    | 7:35 - 7:40 | オハヨー!ほっかいどう内にて放送していた                                                          |
| 中京広域圏   | 中部日本放送 | 7:30 - 7:35 | 多田しげおの気分爽快!!朝からP・O・N内 「スポーツ人間物語」として放送していた                     |
| 京都府       | KBS京都      | 7:01 - 7:06 | 笑福亭晃瓶のほっかほかラジオ内にて放送していた                                                   |
| 山口県       | 山口放送     | 8:22 - 8:27 | おはようKRY内「スポーツよもやま話」 としてスポーツ情報コーナーとして 2018年4月時点も放送している |
| 香川県       | 西日本放送   | 8:35 - 8:40 | さわやかラジオ きょうも一日きし、快晴!内にて放送していた                                         |
| 福岡県       | 九州朝日放送 | 8:30 - 8:35 | 中村もときの通勤ラジオ内にて放送していた                                                         |
| 沖縄県       | ラジオ沖縄   | 7:05 - 7:10 | フレッシュモーニング内にて放送していた                                                           |